# Riversideite
La riversideite è un minerale.